# آنتونی عزیزی
آنتونی عزیزی بازیگر آمریکایی که در خانواده‌ای ایرانی در نیویورک زاده شد.
او در سریال‌ها و فیلم‌های مشهوری چون فرار از زندان، ۲۴ و گمشده (لاست)و در (فصل greys anatomy 9 قسمت ۲۰) بعنوان بازیگر مهمان نقش‌هایی داشته‌است.
او در قسمت ثابت ریاضی از مجموعه تلویزیونی گمشده نقش «عمر»، در عرشه کشتی با مأموریت مرموز را بازی کرده‌است.
او در قسمت ۹ از فصل چهارم بلک لیست بعنوان بازیگر مهمان ایفای نقش کرده است.shervin2pac
او در یک اپیزود از فصل دوم سریال mentalist بازی کرده است. 
پدراوازایران مهاجرت کرد واز استان (سمنان)است.
اطلاعاتی دیگری در دسترس نیست...
•کارنامه کاری
فرار از زندان      •(بازیگر مهمان)
فهرست سیاه (مجموعه تلویزیونی)  •(بازیگر مهمان)
لاست(مجموعه تلویزیونی)    •(بازیگر مهمان)
۲۴ (مجموعه تلویزیونی)      •(بازیگر مهمان)